# Trío de cuerda

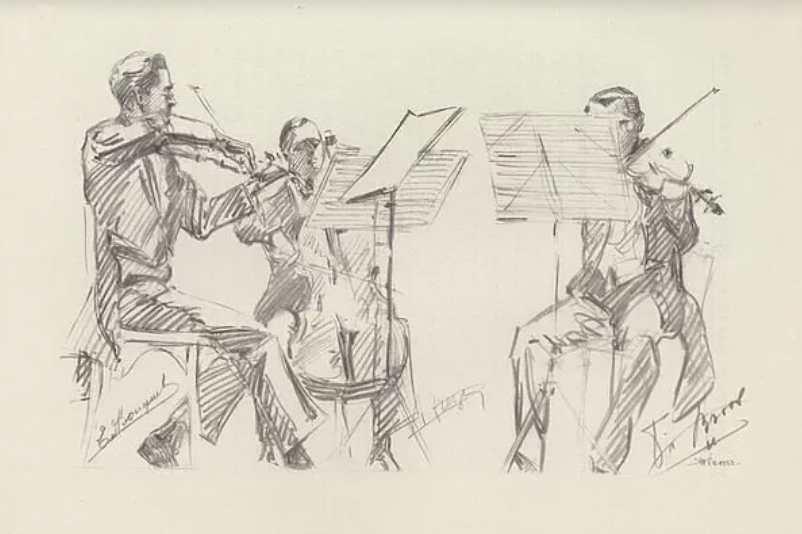
The Brussels String Trio, por Hilda Wiene

Un trío de cuerda es un grupo de tres instrumentos de cuerda o una pieza escrita para dicho ensamble, generalmente un violín, una viola y un violonchelo. 
La formación más antigua de composición de trío de cuerdas constaba de dos violines y un violonchelo, un grupo que evolucionó a partir de la sonata a trío barroca. Por otro lado, el término también puede hacer alusión a las obras instrumentales del periodo clásico hasta el presente, las cuales tienen como instrumentos generalmente un violín, una viola y un violonchelo. Antes de la versión actual, las piezas de consorte del Renacimiento, y la sonata barroca, eran escritas para trío, tanto para violas o violines, con o sin bajo continuo.